# Oberea tricoloricornis
Oberea tricoloricornis är en skalbaggsart som beskrevs av Stefan von Breuning 1961. Oberea tricoloricornis ingår i släktet Oberea och familjen långhorningar. Inga underarter finns listade i Catalogue of Life.